# Jernej iz Loke
Jernej iz Loke, kranjski slikar, * konec 15. ali začetek 16. stoletja, Škofja Loka (?), † 16. stoletje, Slovenija.

## Življenje in delo
Deloval je v 20. in 30. letih 16. stoletja. Najstarejše njegove freske so krasile cerkev sv. Daniela v Volčah pri Tolminu, ki so danes uničene. Zadnjikrat ga srečamo na delo leta 1536 na Policah na Šentviški gori in v Beneški Sloveniji. 
Neutrudni slikar je slikal po gorenjskih vase, zašel na Goriško in spet nazaj na Loško. Snoval je nove poslikave, popravljal stare ali dopolnjeval s freskami še neposlikane dele sten in prezbiterijev. Zanimivo je, da je s freskami krasil tudi kmečke in meščanske hiše. Svoj slikarski program je uspešno in dekorativno podrejal dani arhitetkturi in ikonografskim predpisom, po kvaliteti pa ni presegel ravni solidne slikarske obrti. 
Stiki s furlanskim slikarstvom odmevajo tudi v njegovem delu, ki v pozni dobi razkriva celo nekaj renesančnih črt, čeprav je na splošno ujeto v srednjeveški predstavni svet.
Njegov velik prijatelj in mecen je bil Klement Naistoth, ki ga je podpiral z naročili in ga branil pred furlansko konkurenco.

## Slikarska dela

### V škofjeloški okolici
- Stara Loka, freske v hiši št. 50 ("fravnof"), uničene, rojstvo Jezusovo in Oljska gora sta sedaj v Nar. muzeju v Ljubljani (po leta 1535).
- Valterski Vrh, sv. Filip in Jakob, freska sv. Krištofa na zunanjščini in ostanki pod beležem v prezbiteriju. Po njem slikani strop ni ohranjen.
- Brode, vrhnji del poslednje sodbe na prezbiteriju zunaj, nerazločni ostanki v prezbiteriju in pobeljene slike na fasadi.
- Sv. Ožbolt, svod prezbiterija (1534).
- Podvrh nad Javorjami, stoječi svetniki na Stergarjevi hiši.
- Sv. Andrej, slika Kristusa, sedečega na križu v lopi.
- Suha, sv. Janez Krstnik, pritlični pas z doprsnimi svetniki in svetnicami v prezbiteriju.
- Godešič, sv. Miklavž, stoječi apostoli v prezbiteriju.
- Sv. Jošt nad Kranjem, notranjščina starega prezbiterija za sedanjim velikim oltarjem.
- Sv. Lovrenc v Breznici pod Lubnikom
- Četena Ravan, sv. Brikcij
- Planica nad Staro Loko, sv. Gabrijel

### Na Gorenjskem
- Bled, freska Marijinega oznanjenja na fasadi stare župne cerkve (uničena).
- Gora nad Poljčanami, sv. Peter, v ladji pasijon, ostanki na zunanjščini, na svodu ladje in v prezbiteriju, deloma pod beležem.
- Otok pri Radovljici, sv. Janez Krstnik, leseni strop v lopi (1927 uničen).
- Vrba, sv. Marko, sv. Jurij na zunanjščini prezbiterija.
- Otoče, sv. Anton Puščavnik, komaj razločen ostanek freske: Jezus, sedeč na križu, opazujoč rablja, ki vrta v križ luknje, na zunanjščini prezbiterija.
- Sv. Janez v Bohinju, spodnji pas fresk, predstavljajoč pevajoče angele v prezbiteriju in slike v lopi pred cerkvijo.
- Brod pri Bohinjski Bistrici, sv. Marija Magdalena, ostanek slike sv. Krištofa na zunanjščini in deloma že pobeljeni ostanki v prezbiteriju znotraj.

### Na Goriškem
- Police na Šentviški gori, Marijino Rojstvo
- Volarje, sv. Brikcij, legenda sv. Brikcija in drugo, sedaj pobeljeno, v prezbiteriju.
- Volče, sv. Danijel, prezbiterij znotraj in slavolok (l. 1526); po 1. vojni uničeno.
- Krestenica, sv. Miklavž, sliki sv. Miklavža in Jezusa, opazujočega vrtanje lukenj v križ.
- Bovec, Devica Marija v Polju.
- Kravar v Benečiji, sv. Lucija, freske na oboku cerkve.
- Reka pri Trebuši, sv. Kocijan.
- Koseč nad Drežnico, sv. Just.
- Koprivšče nad Kanalom (Kal nad Kanalom), sv. Tomaž.